# Frame Running

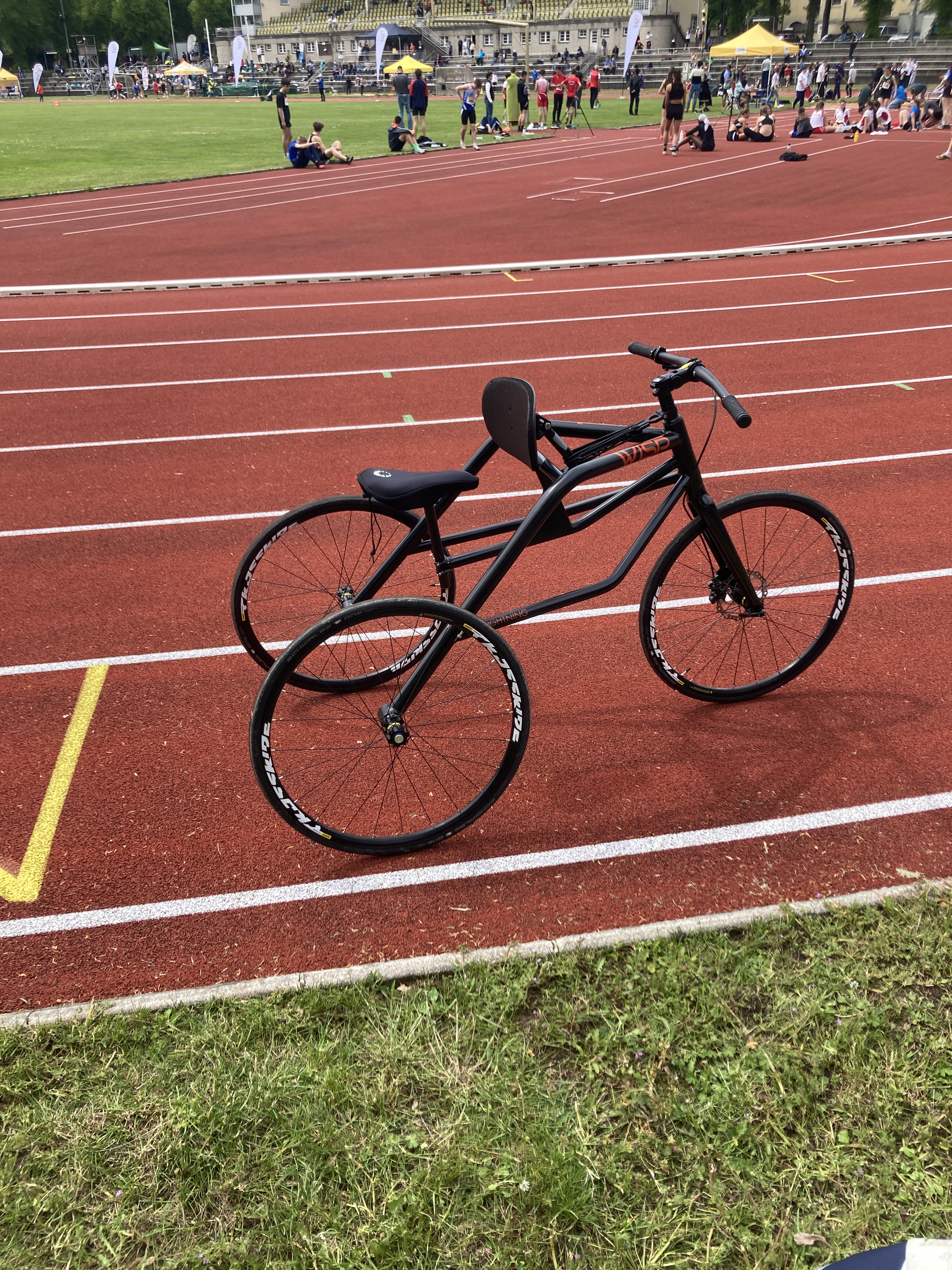
Frame Runner in typischer Konfiguration

Frame Running, auch bekannt als Race Running, ist eine Para-Leichtathletikdisziplin.

## Geschichte
Entwickelt wurde der Frame Runner 1991 von Connie Hansen und Mansoor Siddiqi in Dänemark. Er ermöglicht Personen mit Bewegungsbeeinträchtigungen an Laufdisziplinen der Leichtathletik teilzunehmen. Besonders profitieren Menschen mit Einschränkungen bei der Gehbewegungskoordination, wie dies zum Beispiel bei Cerebralparese der Fall ist.
Der Frame oder Frame Runner besteht typischerweise aus einem Rahmen mit 3 Rädern, einem Sattel und einer Platte zum Auflegen des Oberkörpers sowie einem Lenker und einer Bremse am Vorderrad. Abhängig von der körperlichen Beeinträchtigung können Frame Runner mit speziellen Sätteln, Bauchplatten etc. an die individuellen Bedürfnisse der Athleten angepasst werden. Technisch gesehen ist der Frame Runner ein Laufrad, das durch seine drei Räder eine hohe Stabilität bietet. Der Frame Runner kann als Therapiegerät verwendet werden oder als Freizeit- oder Sportgerät weiterhin auch als reines Fortbewegungsmittel anstatt eines Rollators, Rollstuhls etc.
Seit 1997 finden jährlich in Kopenhagen Frame Running Camps und ein Cup statt. In den nordischen Ländern Europas ist Frame Running schon sehr populär.

## Wettkämpfe

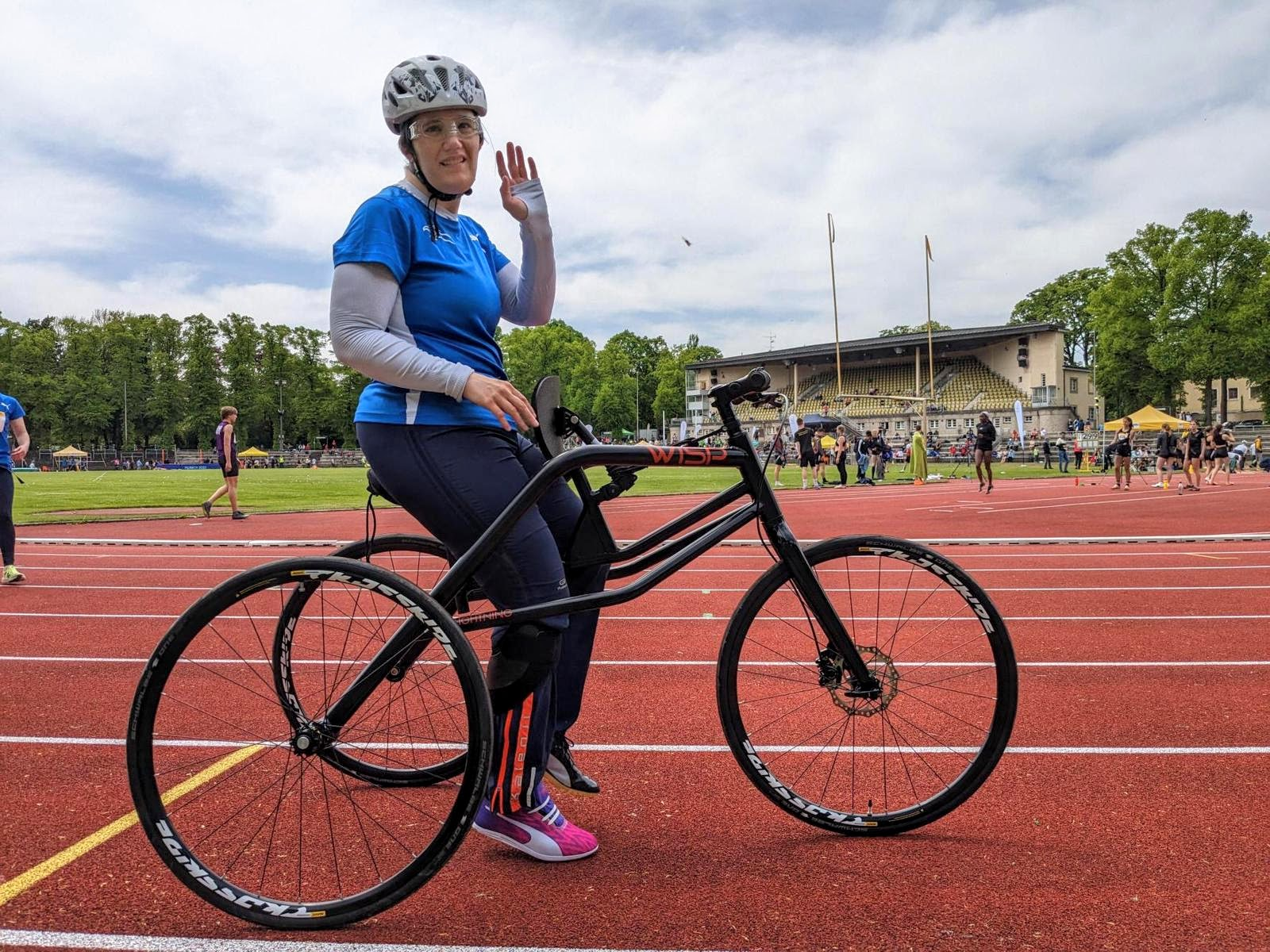
Sandra Färber, deutsche Para-Athletin auf ihrem Frame

Frame Running wird als Para-Sport über die klassischen Leichtathletikdistanzen ausgeführt (100, 200, 400, 800, 1500 und 5000 m). Frame Runner nehmen aber auch an Stadtläufen oder Crossläufen teil.
Die Athleten werden, wie bei anderen Para-Disziplinen, gemäß ihrer Beeinträchtigung klassifiziert, die Klassen sind T71 und T72. Gelaufen wird mit Spike-Schuhen auf der Wettkampfbahn und einem Fahrradhelm, um das Verletzungsrisiko bei einem Sturz zu minimieren.
Bei den Para-Leichtathletik-Weltmeisterschaften und -Europameisterschaften ist die Disziplin Frame Running seit 2018 Bestandteil der Wettkämpfe.
Bei den deutschen Meisterschaften der Para-Leichtathletik ist Frame Running eine Disziplin. 2023 fanden z. B. in Singen/Hohentwiel Rennen über 100, 200 und 400 Meter statt.  Im Februar 2024 fanden erstmals bei der Internationalen Deutschen Para-Leichtathletik Hallenmeisterschaft, in Erfurt, 60-Meter-Läufe mit dem Frame Runner statt. Für die Paralympics 2024 in Paris wurde Frame Running als Disziplin vorgeschlagen, wurde aber nicht in diese Spiele aufgenommen. Für die Paralympics 2028 in Los Angeles hat das IPC 100 meter Frame Running T72 in die Wettkampfliste aufgenommen.